# 北海道道240号上札内帯広線
北海道道240号上札内帯広線（ほっかいどうどう240ごう かみさつないおびひろせん）は、北海道河西郡中札内村と帯広市を結ぶ一般道道である。

## 概要

### 路線データ
- 起点：北海道河西郡中札内村上札内（北海道道55号清水大樹線交点）
- 終点：北海道帯広市川西町西（北海道道214号川西芽室音更線交点）
- 総延長：30.670 km
- 実延長：30.619 km
- 重用延長：0.051 km

### 道路管理者
- 十勝総合振興局 帯広建設管理部 事業課

## 歴史
- 1957年（昭和32年）3月30日 - 143号として路線認定[1]。
- 1994年（平成6年）10月1日 - 路線番号を240号に変更[2]。

## 路線状況

### 道路施設

#### 主な橋梁
- 上札内橋（393 m、札内川、中札内村元札内西二線 - 中札内村西札内）
- 岩内橋（41 m、岩内川、帯広市岩内町第一基線）
- 戸蔦橋（104 m、戸蔦別川、帯広市岩内町第一基線 - 帯広市上清川町基線）
- 豊水黎明橋（69 m、売買川分水路、帯広市豊西町 - 帯広市川西町）

## 地理

### 通過する自治体
- 十勝総合振興局
  - 河西郡中札内村
  - 帯広市

### 交差する道路
中札内村
- 北海道道55号清水大樹線 - 上札内（起点）

帯広市
- 北海道道55号清水大樹線 - 美栄町
- 北海道道62号豊頃糠内芽室線 - 富士町
- 北海道道214号川西芽室音更線 - 川西町西（終点）